# Gonadotropiny
Gonadotropiny – hormony glikoproteinowe produkowane u kręgowców przez komórki przedniego płata przysadki (gonadotropy). 
- hormon folikulotropowy (FSH)
- hormon luteinizujący (LH)
- hormon laktotropowy (LTH)

Za pośrednictwem specyficznych receptorów wpływają na strukturę i funkcję narządów docelowych – gonad.
Niedobór gonadotropin prowadzi do hipogonadyzmu i niepłodności.